# Das Eulenhaus (Roman)
Das Eulenhaus (Originaltitel The Hollow)  ist der 37. Kriminalroman von Agatha Christie. Er erschien zuerst 1946 in den USA bei Dodd, Mead and Company und dann im Vereinigten Königreich im Collins Crime Club im November desselben Jahres. Der Scherz Verlag (Bern) veröffentlichte die deutsche Erstausgabe 1947. 1985 wurde der Roman von Ursula Gail neu übersetzt. Im S.-Fischer-Taschenbuchverlag erschien 2004 eine neue Übersetzung von Pieke Biermann als ungekürzte Ausgabe.
Es ermittelt nach einer vierjährigen Pause Hercule Poirot in seinem 22. Roman.

## Handlung
Die charmante und exzentrische Lucy Angkatell hat die Christows, gemeinsam mit einigen Freunden und Familienmitgliedern, über das Wochenende auf ihren Landsitz Das Eulenhaus eingeladen. John Christow hat eine Affäre mit Henrietta Savernake, einer talentierten Bildhauerin. Er erinnert sich auch voller Romantik an seine Jugendliebe, Veronica Cray, die plötzlich im Eulenhaus auftaucht, um nach Streichhölzern zu fragen. Veronica lebt in einem von zwei Cottages ganz in der Nähe. In dem anderen wohnt derzeit Hercule Poirot. Er macht Urlaub. John begleitet Veronica hinaus und kehrt erst um drei Uhr in der Frühe zum Eulenhaus zurück.
Poirot ist am Sonntag zum Lunch eingeladen und als er am Haus eintrifft, wird er Zeuge einer seltsamen Szene: Gerda, Johns Ehefrau, steht mit einer Pistole in der Hand neben der Leiche ihres Mannes, dessen Blut in den Swimmingpool tropft. Sie ist umgeben von Lucy und Henrietta, sein letztes Wort war „Henrietta“.
Es scheint klar, dass Gerda die Mörderin ist. Doch als ihr Henrietta die Waffe aus der Hand nehmen will, fällt die Pistole in den Pool und alle Beweise sind anscheinend vernichtet. Später wird aber entdeckt, dass diese Pistole nicht diejenige war, mit der John erschossen wurde. Niemand hat den eigentlichen Schuss beobachtet.
Nun geraten nacheinander alle Anwesenden unter Verdacht. Letztlich stellt sich heraus, dass doch Gerda die Mörderin war. Sie handelte aus Eifersucht. Die komplizierten Ablenkungsmanöver hatte Henrietta unternommen, um Gerdas Unschuld zu beweisen.

## Personen
- Hercule Poirot, der belgische Meisterdetektiv
- Inspektor Grange, der ermittelnde Beamte
- Dr. John Christow, erfolgreicher Arzt von der Harley Street
- Gerda Christow, seine Frau
- Terence und Zena, Kinder der Christows
- Lady Lucy Angkatell, Freundin der Christows, Hausherrin im Eulenhaus
- Sir Henry Angkatell, Lucys Mann
- Henrietta Savernake, Bildhauerin, Lucys Cousine, Johns Geliebte
- Midge Hardcastle, Cousine von Lucy und Henrietta
- Edward Angkatell, Vetter von Lucy, Henrietta und Midge
- David Angkatell, intellektueller Vetter von Midge, Edward, Lucy und Henrietta
- Gudgeon, Butler im Eulenhaus
- Veronica Cray, Schauspielerin und ehemalige Verlobte von John

## Hintergrund
Wie so häufig diente Agatha Christie ein reales Objekt als Vorbild für den Landsitz „das Eulenhaus“ (The Hollow). Es handelte sich hierbei um das Haus des Schauspielers Francis L. Sullivan in der Grafschaft Surrey. Der Roman ist deshalb ihm und seiner Frau gewidmet: „Für Larry und Danae – mit der Bitte um Entschuldigung, dass ich ihr Schwimmbad als Tatort benutzt habe.“ Sullivan erfuhr davon jedoch erst, nachdem der Roman fertiggestellt worden war und er von Christie ein Vorausexemplar mit Widmung erhalten hatte.

## Adaptionen für die Bühne und den Film

### The Hollow (Theaterstück)
Nach den Erfolgen ihrer eigenen Adaptionen der Romane für die Bühne entschied sich Christie, auch dieses Buch eigenhändig für die Bühne zu bearbeiten. Die Premiere fand am 10. Februar 1951 am Art’s Theatre in Cambridge statt. Christie war nicht anwesend, weil sie mit ihrem Mann Max Mallowan bei Ausgrabungen im Irak war. Für das Theaterstück hatte sie Poirot aus der Handlung geschrieben. Christie erklärte später, sie habe den Roman „ruiniert“, weil sie in ihn die Figur des Poirot hineingezwungen habe.

### Agatha Christie’s Poirot
2004 wurde der Roman für die englische Fernsehserie Agatha Christie’s Poirot mit David Suchet als Poirot und Megan Dodds als Henrietta Savernake verfilmt. 

### Das Eulenhaus (2021)
Als dritter Film der neuen Staffel von Agatha Christie: Mörderische Spiele, der 1972 in Lille spielenden französischen Pastiche-Serie, in der erstmals eine Kommissarin auftritt.

## Wichtige englischsprachige und deutschsprachige Ausgaben
- 1946 Dodd Mead and Company (New York), 1946
- 1946 Collins Crime Club (London), November 1946
- 1947 deutsche Erstausgabe Scherz Verlag (Bern)[4]
- 1985 Neuübersetzung durch Ursula Gail Scherz Verlag (Bern)[5]
- 2004 Neuübersetzung durch Pieke Biermann und ungekürzte Fassung im Fischer Taschenbuchverlag (Frankfurt am Main)[6]

## Diverses
In der deutschen Übersetzung von 1947 wird Hercule Poirot als Französischer Detektiv vorgestellt.